# Železniční trať Liberec–Zawidów

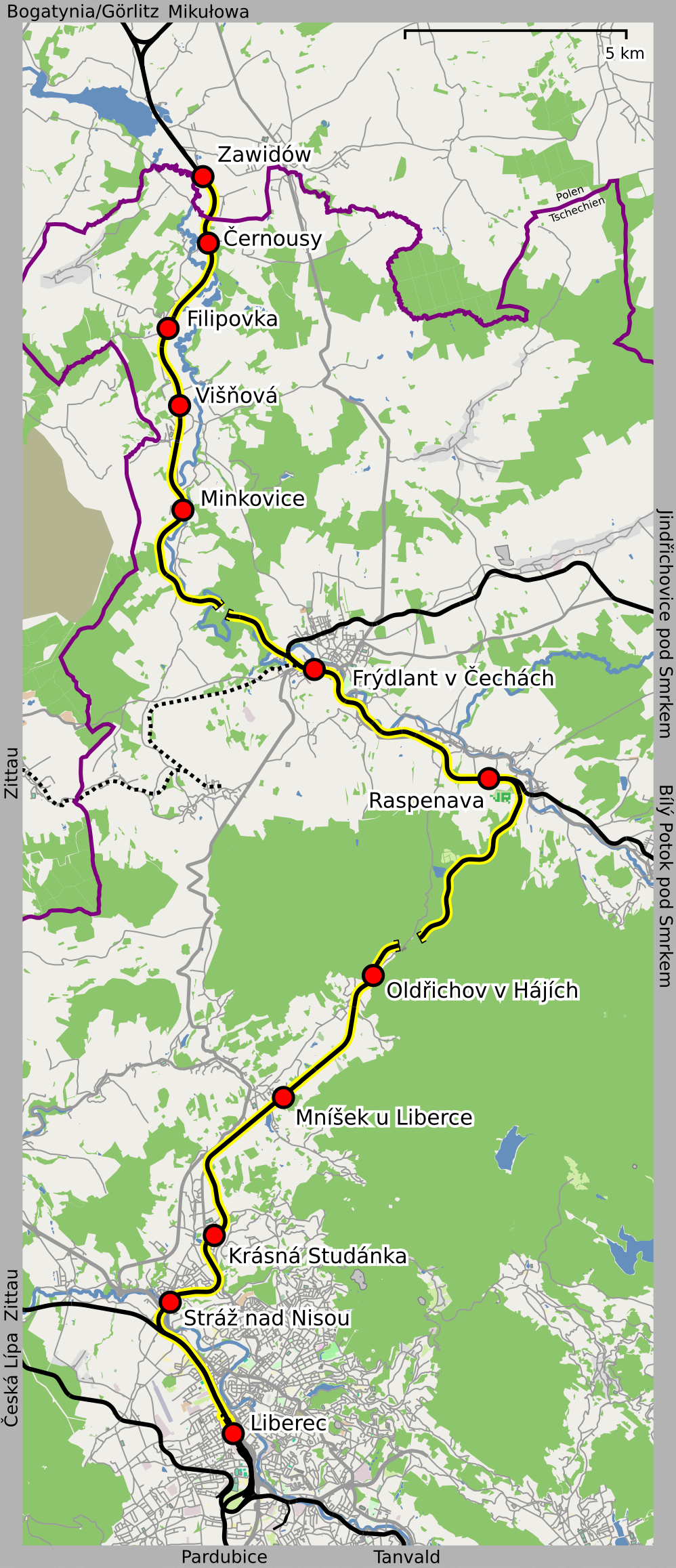
Průběh tratě

Železniční trať Liberec–Zawidów (v jízdním řádu pro cestující označená společně s tratí Frýdlant v Čechách - Jindřichovice pod Smrkem číslem 037) vede z Liberce přes Raspenavu a Frýdlant, v Černousích překonává polskou státní hranici a končí v Zawidówě. Jde o jednokolejnou trať celostátní dráhy, prochází dvěma tunely a nachází se v Libereckém kraji. Pravidelná osobní doprava z Černous na státní hranice byla v roce 1993 zastavena. Mezinárodní nákladní doprava je provozována dodnes. V roce 2018 byla trať opravena a rychlost zvýšena až na 100 km/h.[zdroj?]

## Historie
Listem povolení Františka Josefa I. ze dne 31. března 1872 byla vydána koncese společnosti Jihoseveroněmecká spojovací dráha ke stavbě a provozování železnice z Liberce přes Frýdlant až k zemským hranicím u Seidenberku, koncese se týkala i železnice ze Železného Brodu do Tanvaldu.
Dráhu vlastnila a provozovala společnost Jihoseveroněmecká spojovací dráha od zahájení dopravy 1. července 1875 až do svého zestátnění 1. ledna 1908.
4. července 1958 došlo pod frýdlantským zámkem k tragické nehodě, kdy se do rozvodněné Smědé zřítila z podemletého náspu lokomotiva osobního vlaku. V důsledku nehody zahynuli čtyři lidé.

### Co vypovídají staré jízdní řády
V roce 1900 byly podle tehdejšího jízdního řádu v provozu tyto stanice:
Liberec, Habendorf, Einsiedl, Hemmrich, Raspenava-Liebwerda, Friedland, Minkovice-Dörf., Veigsdorf, Černohousy, Seidenberg (něm.)
| rok                           | provozovaná trať                           | počet vlaků |
| ----------------------------- | ------------------------------------------ | --- |
| 1900                          | 64 Josefov – Liberec - Seidenberg          | 6 Os Liberec - Friedland, 5 Os Friedland - Seidenberg                                                                      |
| 1921 léto                     | 142 Praha - Liberec – Seidenberg (Zavidov) | 6 Os Liberec – Frýdland v Čechách, 5 Os Frýdland v Čechách – Seidenberg (Zavidov)                                          |
| 1928/29 zima                  | 116 Praha – Všetaty - Liberec – Seidenberg | 7 Os Liberec – Frýdland v Čechách, 6 Os Frýdland v Čechách – Seidenberg                                                    |
| 1937/38 zima                  | 111a Liberec – Seidenberg (Zavidov)        | 10 Os Liberec – Frýdland v Čechách, 7 Os Frýdland v Čechách – Seidenberg (Zavidov)                                         |
| 1944/45                       | 160e Reichenberg – Seidenberg – Görlitz    | 8 Os Reichenberg – Friedland, 6 Os Friedland - Seidenberg                                                                  |
| 1945/46                       | 7p Liberec – Zavidov                       | 5 Os Liberec – Raspenava, 7 Os Raspenava - Frýdlant v Čechách, 6 Os Frýdlant v Čechách – Černousy, 2 Os Černousy - Zavidov |
| 1959/60                       | 3h Liberec – Černousy                      | 10 Os Liberec – Raspenava, 13 Os Raspenava - Frýdlant v Čechách, 11 Os Frýdlant v Čechách – Černousy                       |
| 1988/89                       | 037 Liberec – Černousy                     | 11 Os |
| 2002/03                       | 037 Liberec – Černousy                     | 12 Os Liberec – Raspenava, 16 Os Raspenava - Frýdlant v Čechách, 15 Os Frýdlant v Čechách – Černousy                       |
| 2012/13                       | 037 Liberec – Černousy                     | 26 Os Liberec – Frýdlant v Čechách, 15 Os Frýdlant v Čechách – Černousy                                                    |
| Vysvětlivky: Os – osobní vlak |                                            | |

## Navazující tratě

### Liberec
- Železniční trať Pardubice–Liberec
- Železniční trať Liberec–Harrachov
- Železniční trať Liberec – Česká Lípa
- Železniční trať Liberec–Zittau

### Raspenava
- Železniční trať Raspenava – Bílý Potok pod Smrkem

### Frýdlant v Čechách
- Železniční trať Frýdlant v Čechách – Jindřichovice pod Smrkem
- zrušená železniční trať Frýdlant v Čechách – Heřmanice

## Provoz v roce 2020
Po této trati jezdily v roce 2020 osobní vlaky Liberec - Frýdlant - Černousy a osobní vlaky Liberec - Frýdlant - Nové Město pod Smrkem (- Jindřichovice pod Smrkem), provozované v pravidelných zpravidla hodinových až dvouhodinových intervalech tak, že v úseku Liberec - Frýdlant v Čechách vzniká souhrnný interval 30 či 60 minut. Vybrané vlaky byly vedeny s přímými vozy z Liberce do Bílého Potoka pod Smrkem, v Raspenavě tak docházelo k rozpojování či spojování souprav křídlového vlaku. Mezi nejčastější vozidla jezdící po této trati patřily motorové vozy 840 „Regio-Shuttle“ a motorové jednotky 814 „Regionova“.
Pravidelnou osobní dopravu na trati v rámci Jizerskohorské železnice provozovaly České dráhy na základě vítězství ve výběrovém řízení vypsaném Libereckým krajem. Smlouva je platná až do roku 2026.[zdroj?]

## Stanice a zastávky

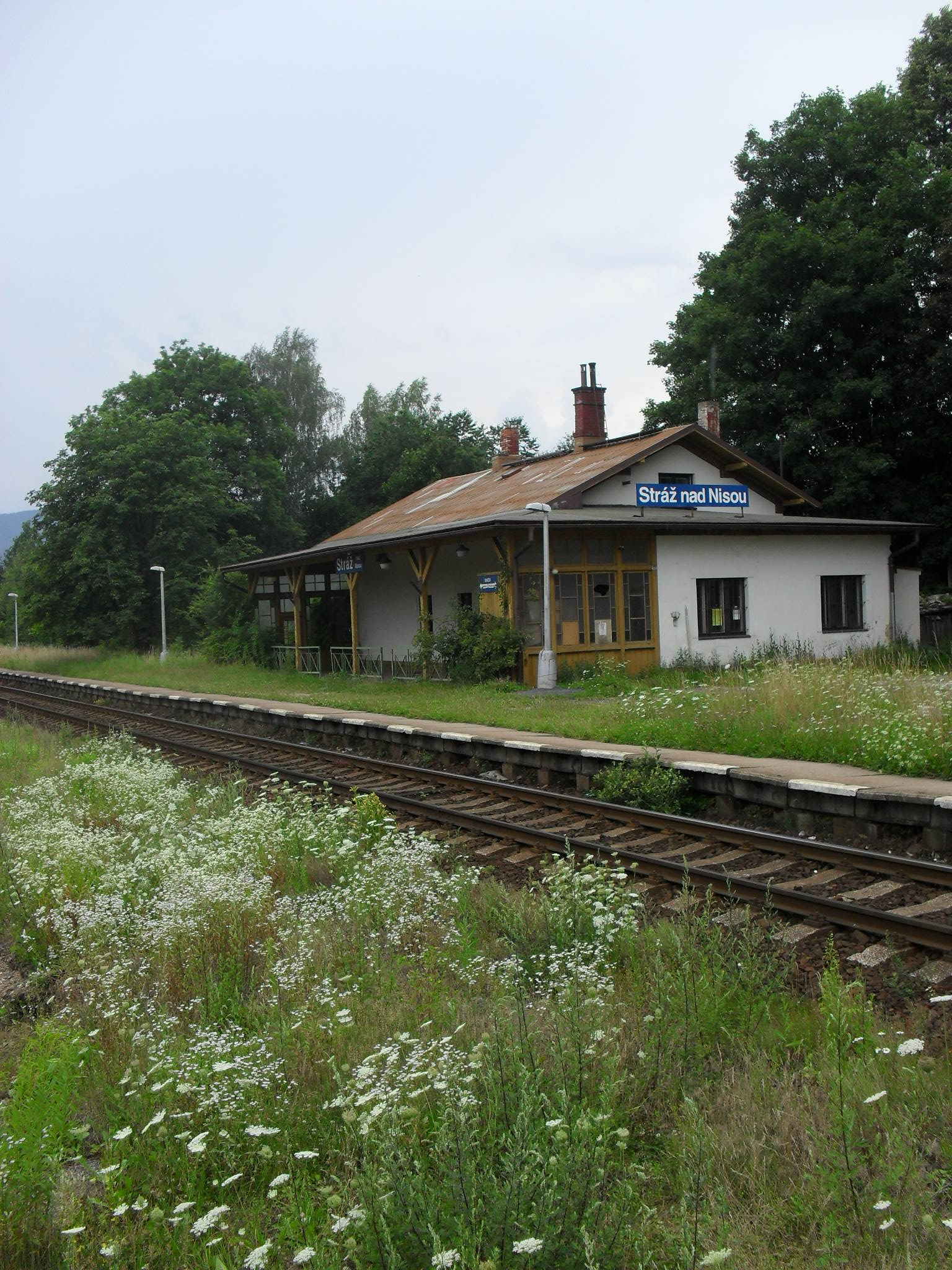
Stráž nad Nisou
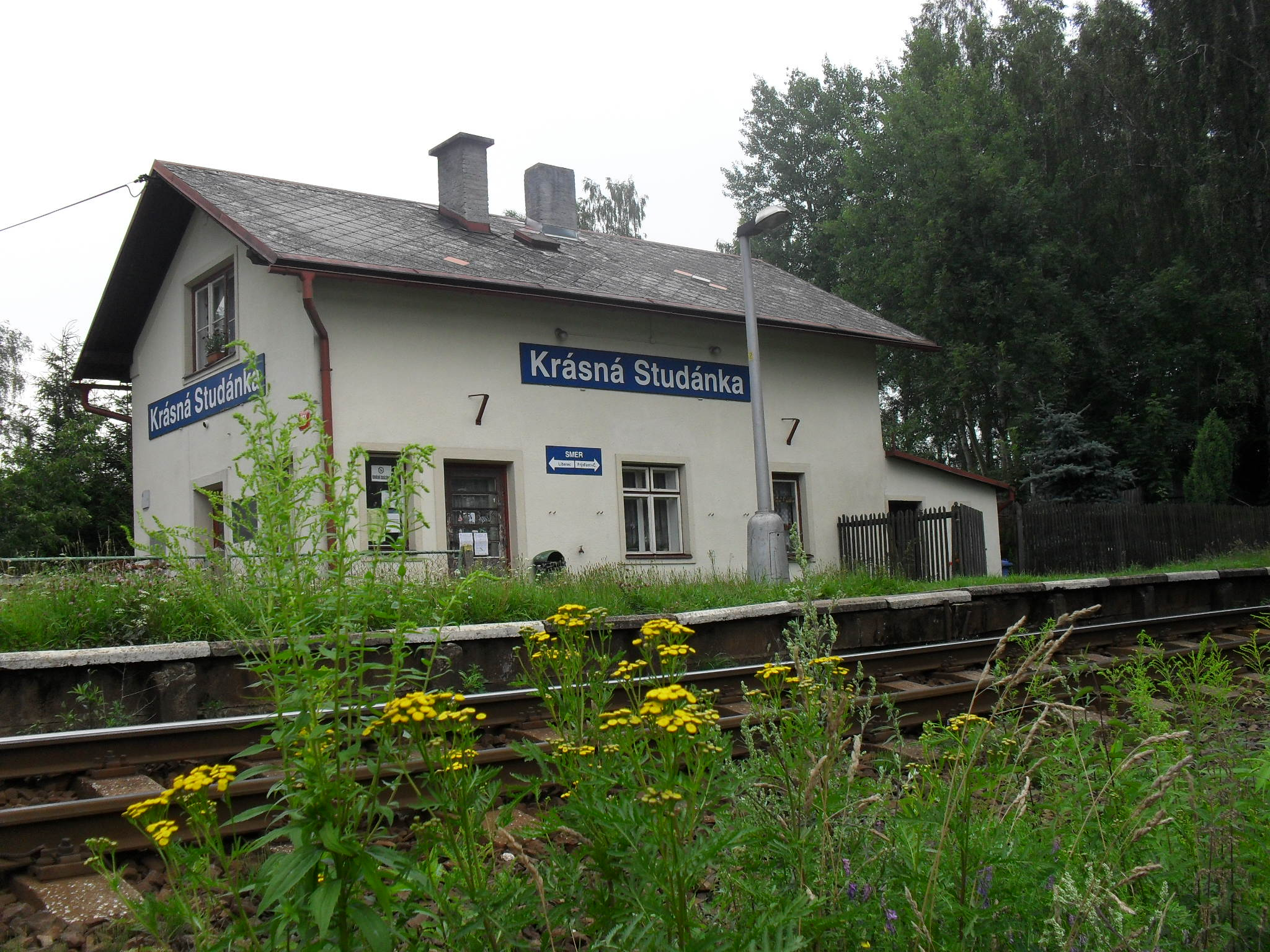
Krásná Studánka
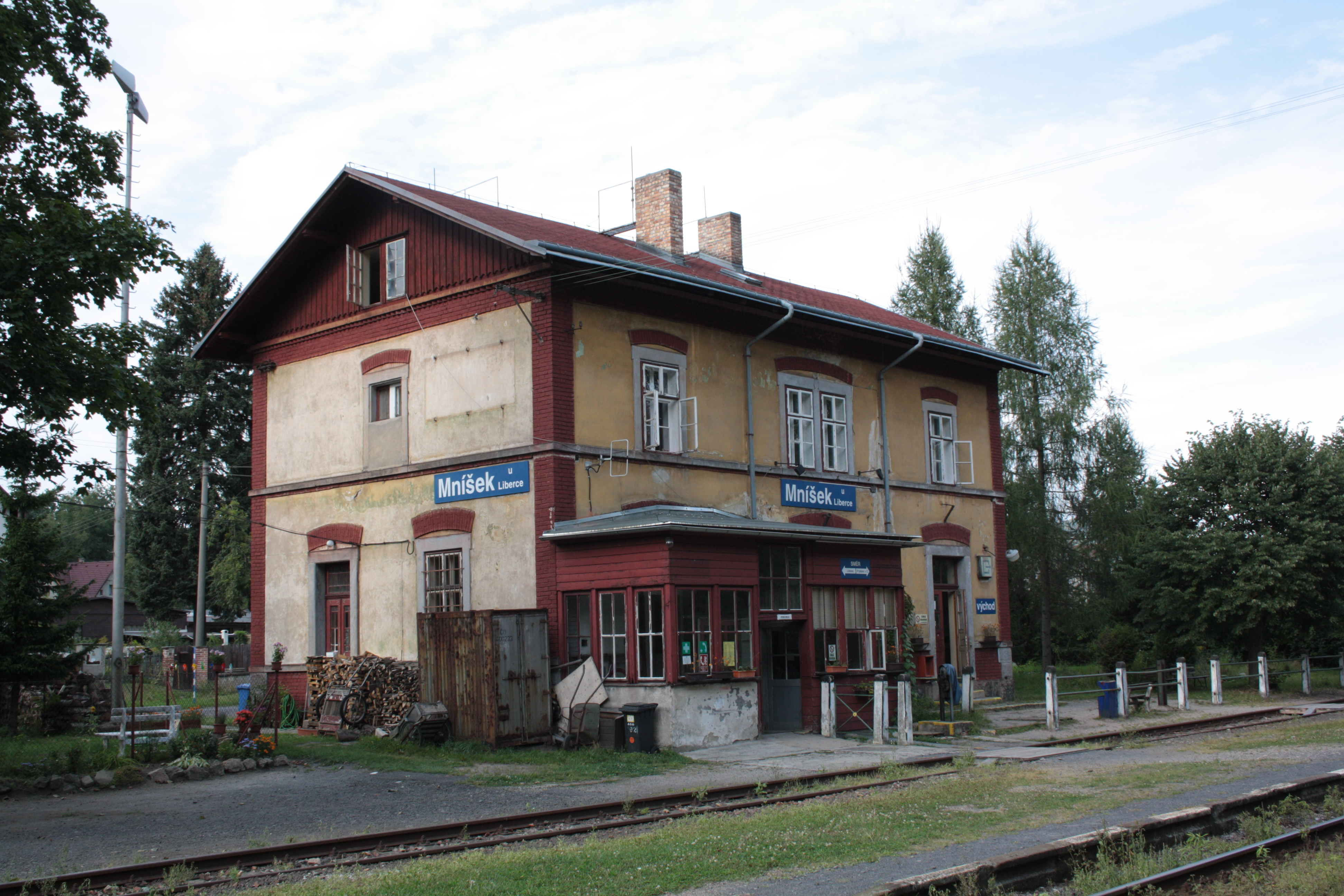
Mníšek u Liberce
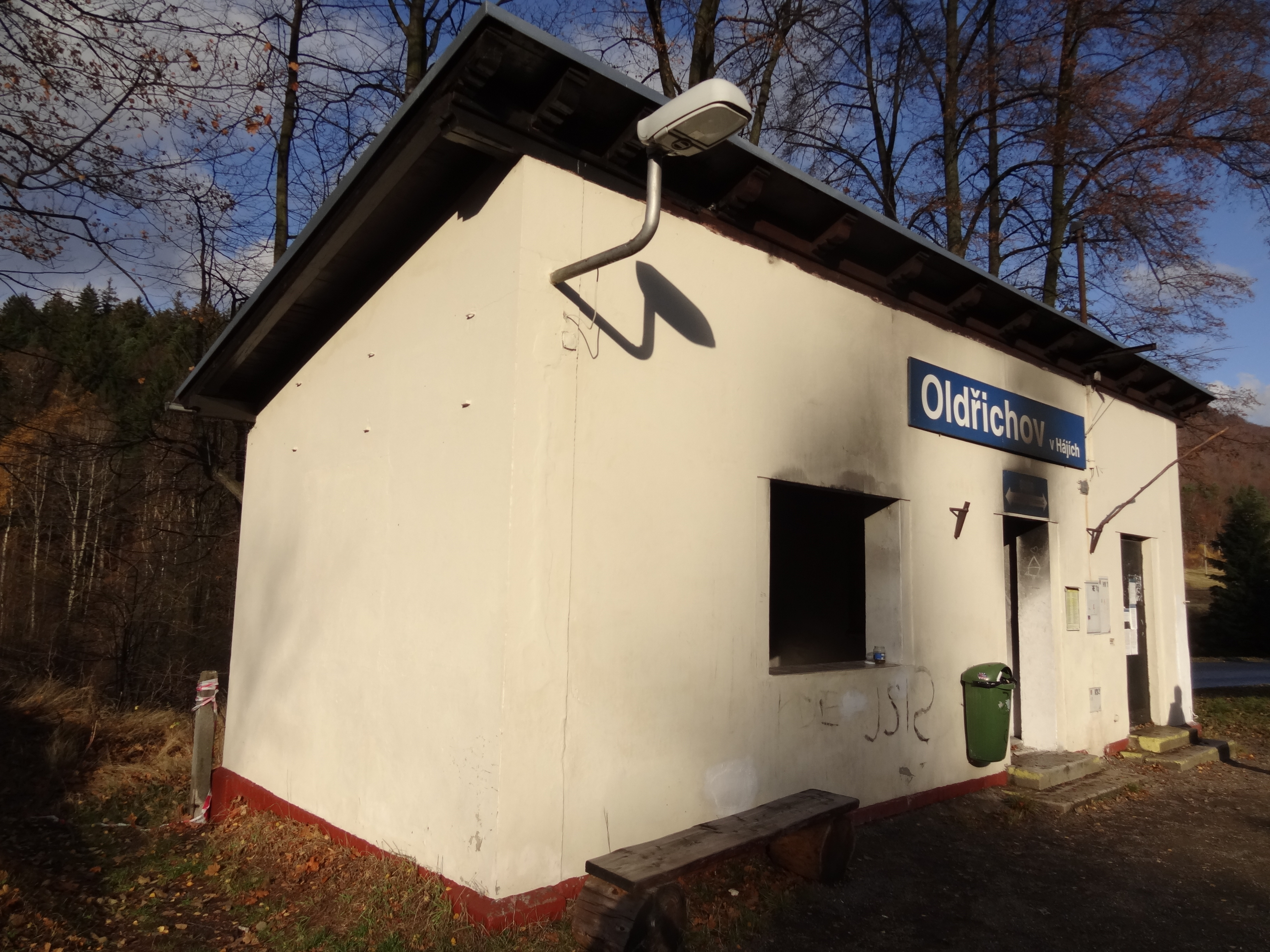
Oldřichov v Hájich
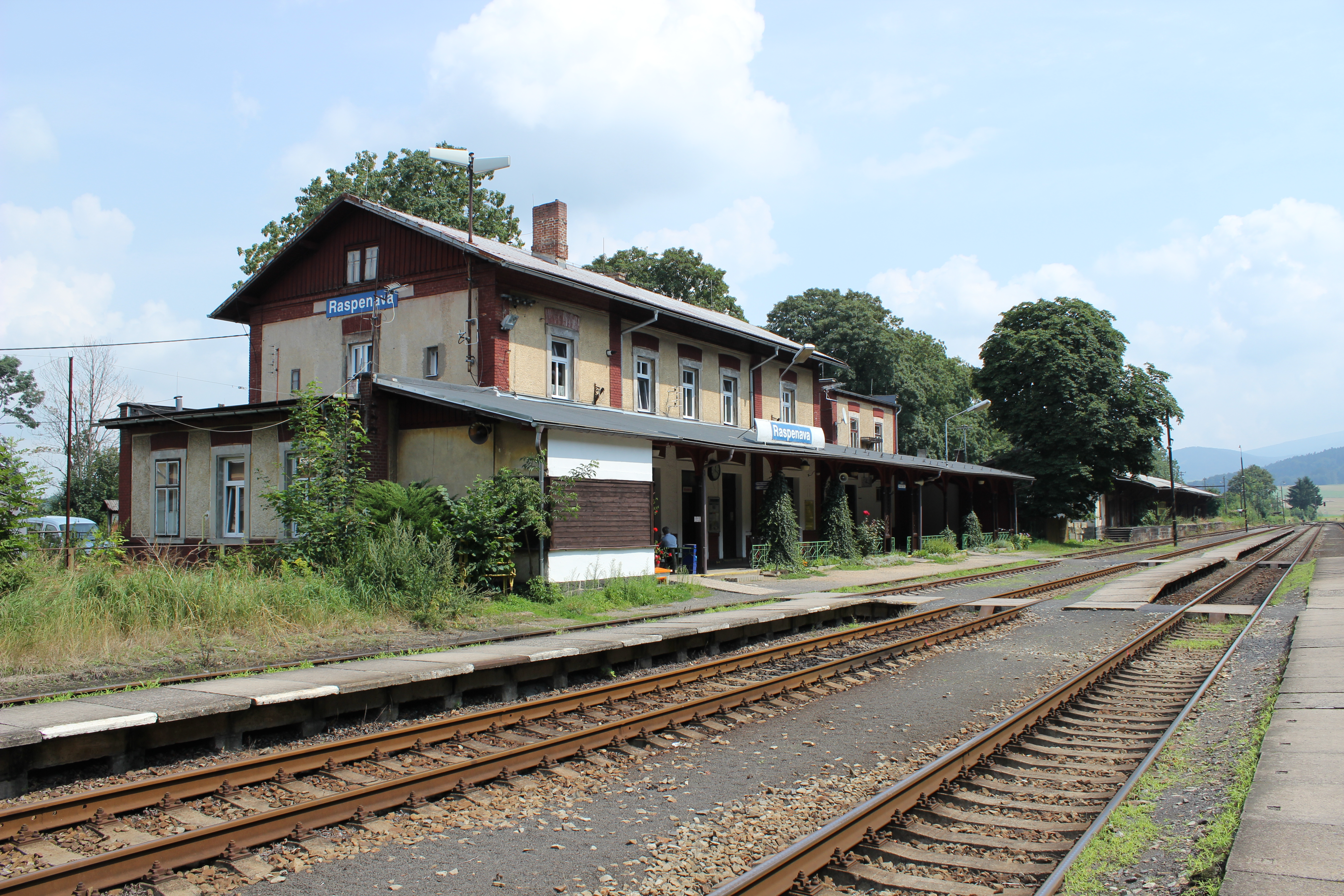
Raspenava
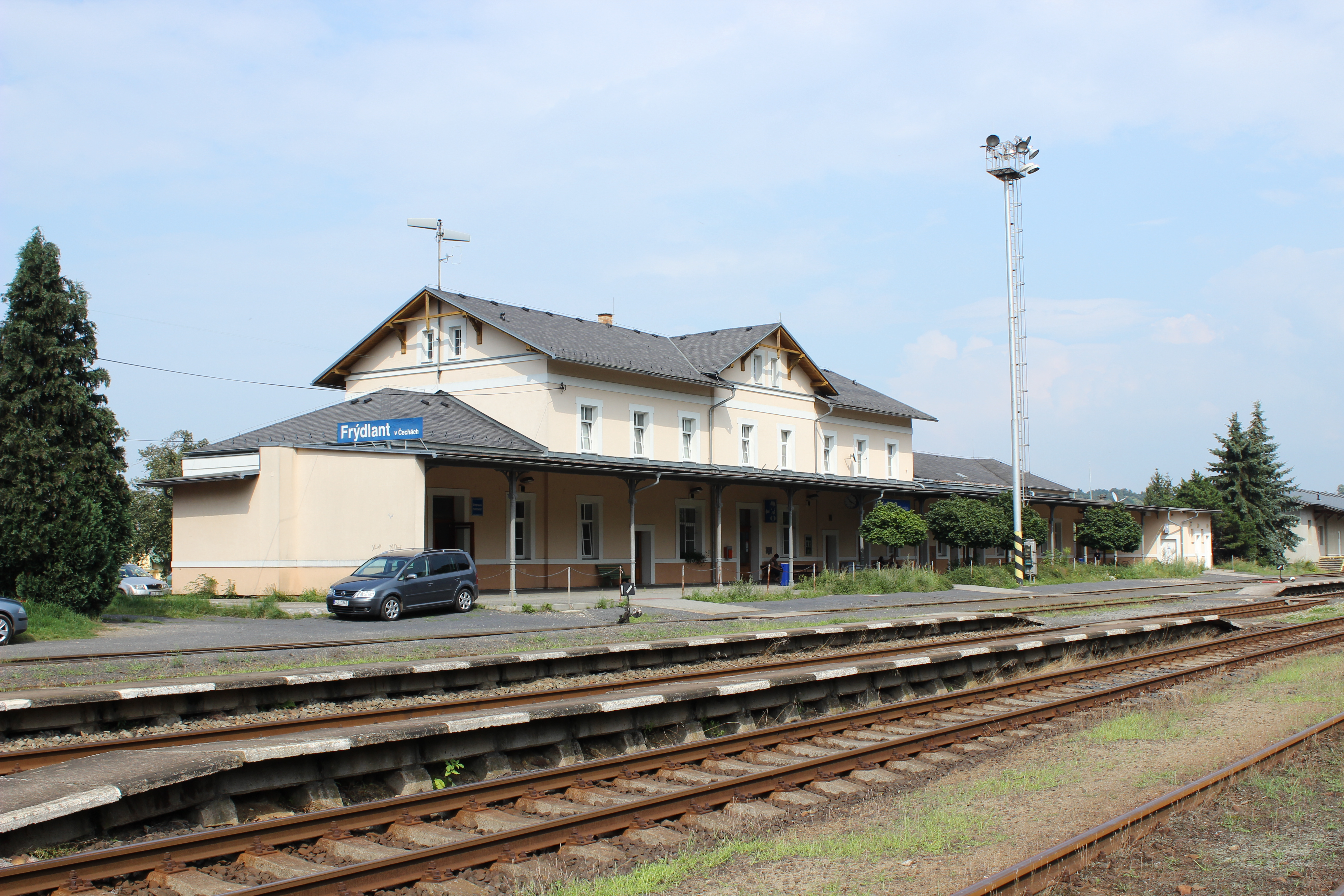
Frýdlant v Čechách
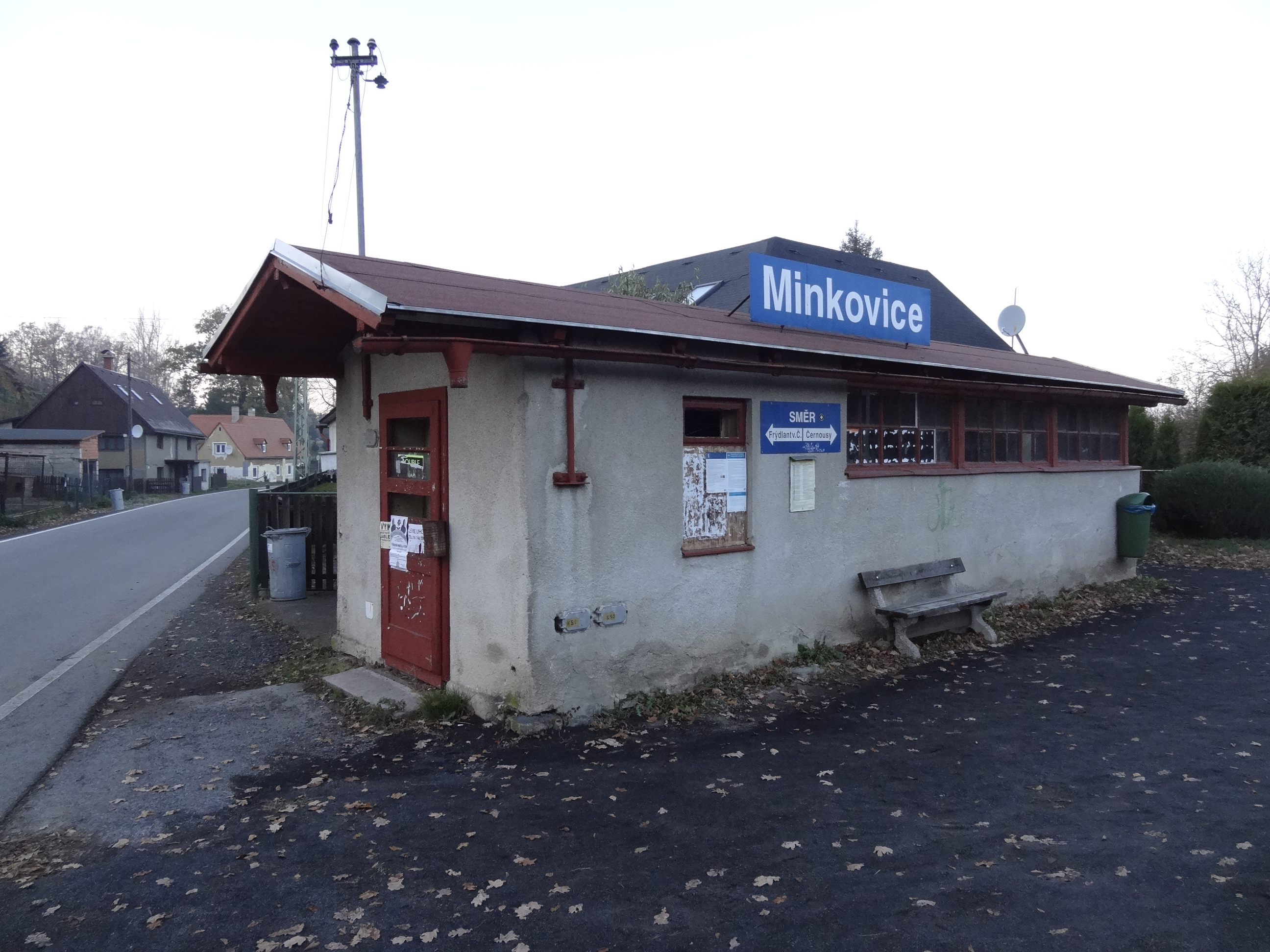
Minkovice
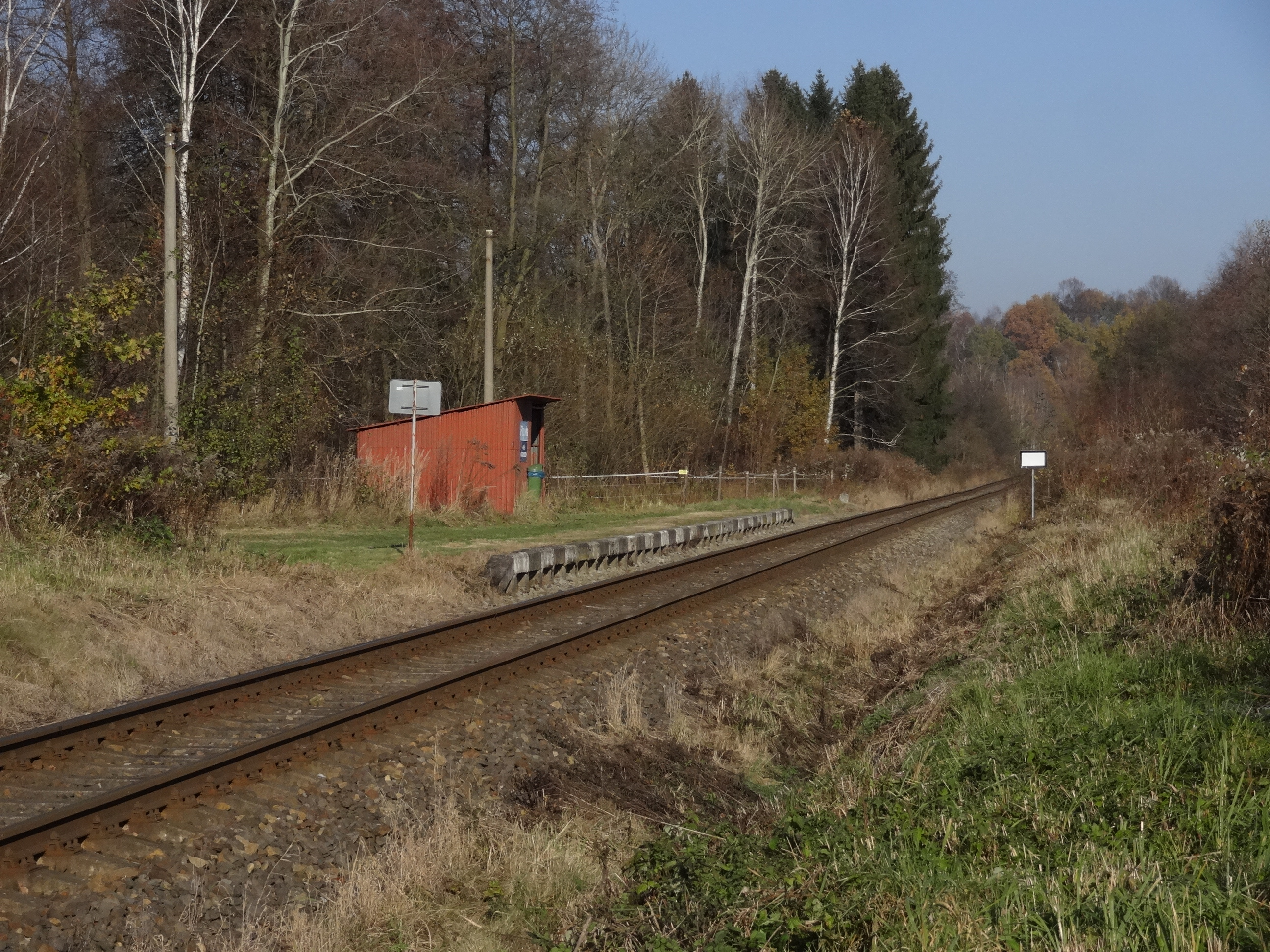
Filipovka
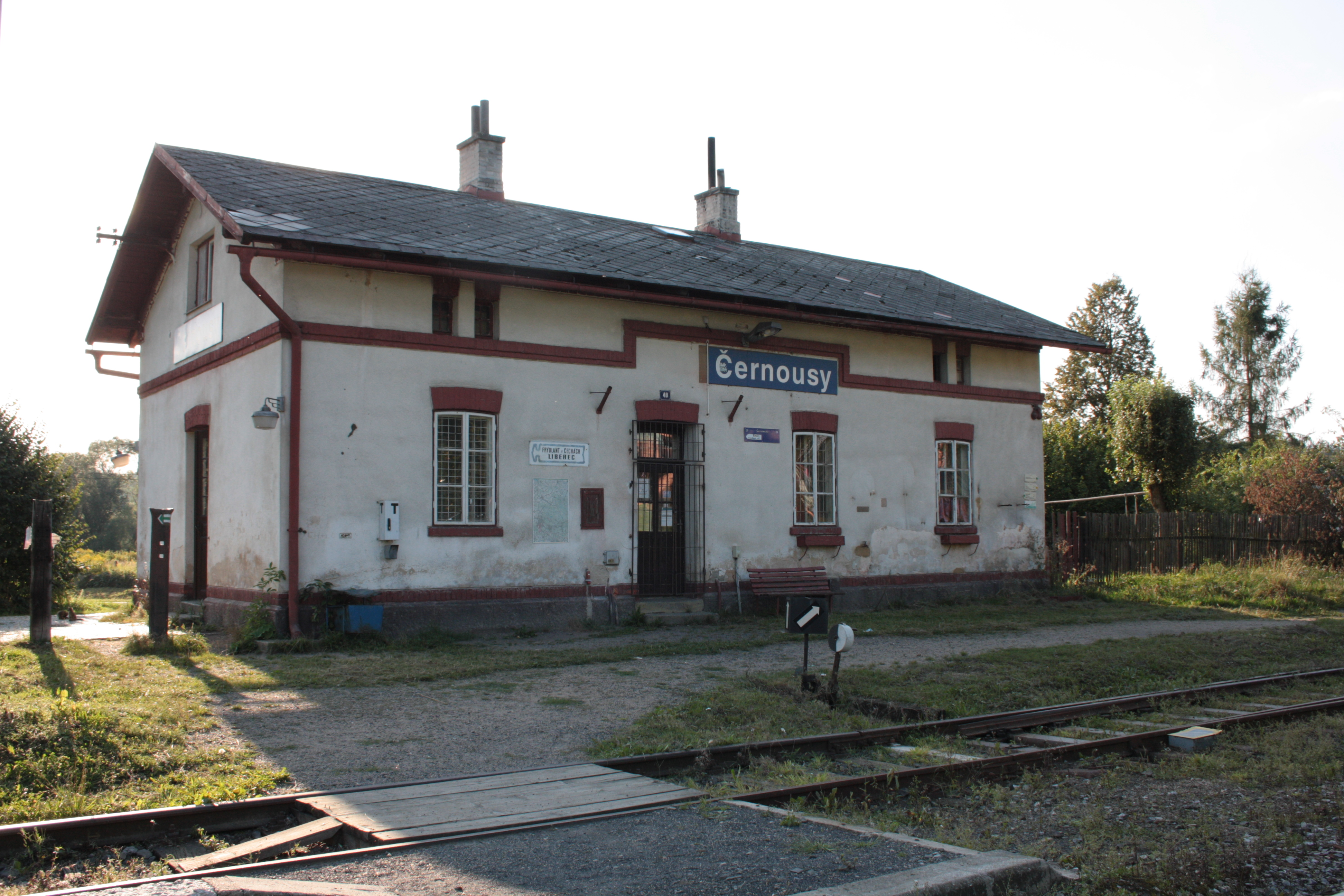
Černousy
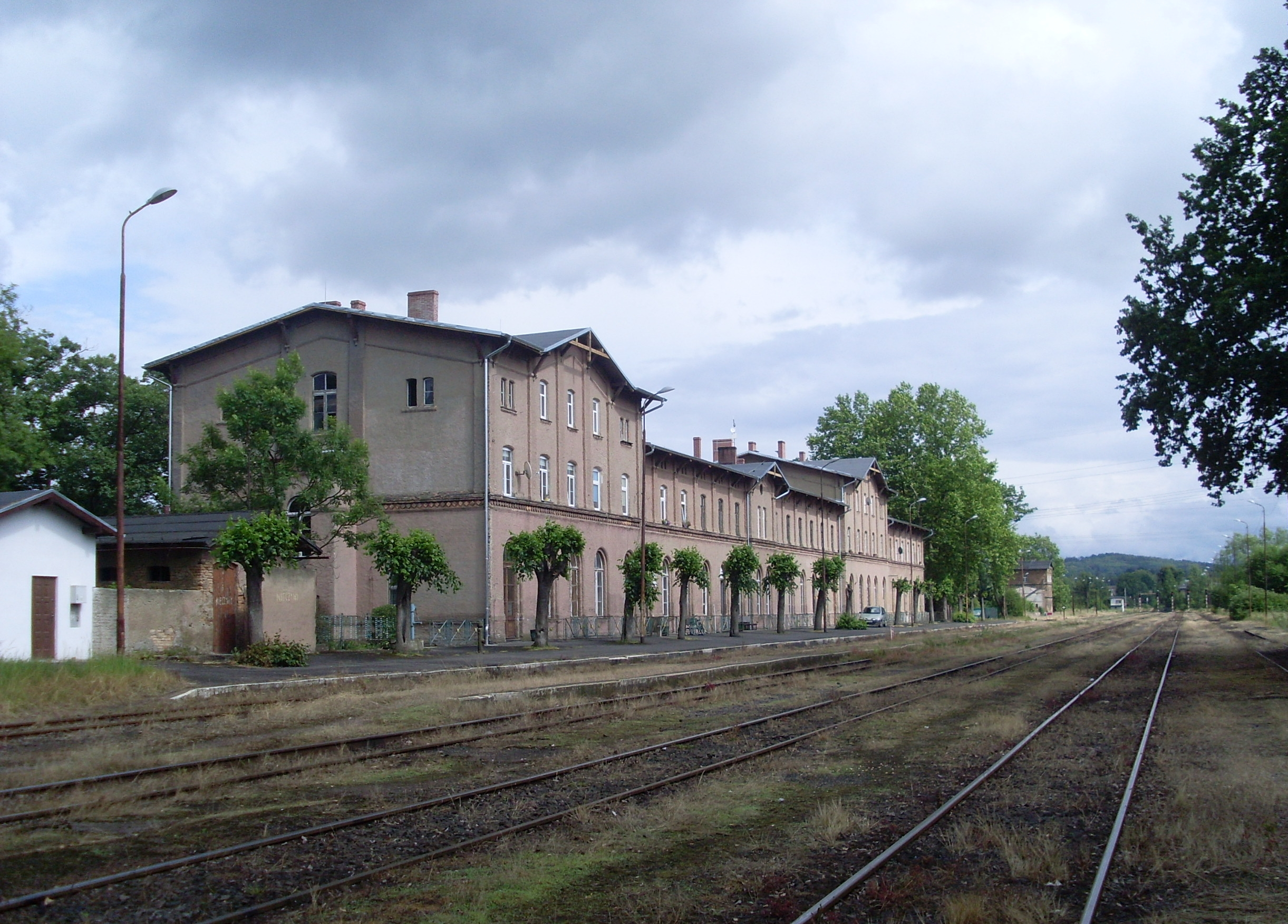
Zawidów